# Bent Laursen
Bent Laursen (født 1939) er en tidligere dansk atlet medlem af Frederiksberg IF og senere i Sparta Atletik som veteran.
Bent Laursen er far til Allan Laursen (født 1962), tre gange dansk mester i diskoskast.

## Danske mesterskaber
- Guld 1960 Kuglestød 14,06
- Sølv 1959 Kuglestød 13,79
- Bronze 1958 Kuglestød 12,49